# EuroFormula Open
L'EuroFormula Open, antigament anomenat European F3 Open, és un campionat internacional de Fórmula 3 que es disputa a Europa des del 2009. Organitzat per l'empresa espanyola GT Sport en col·laboració amb la Reial Federació Espanyola d'Automobilisme (RFEDA), el campionat es va iniciar el 2001 com a Campionat d'Espanya de Fórmula 3 i actualment encara tres de les seves curses puntuen per a aquell campionat (Estoril, Montmeló i Jerez).
L'Euroformula Open és reconeguda com a competició oficial per la FIA i és un referent dins el camp dels monoplaces. Pel que fa als vehicles, els que hi participen són fabricats per Dallara, amb una potència superior als 200 CV.

## Palmarès

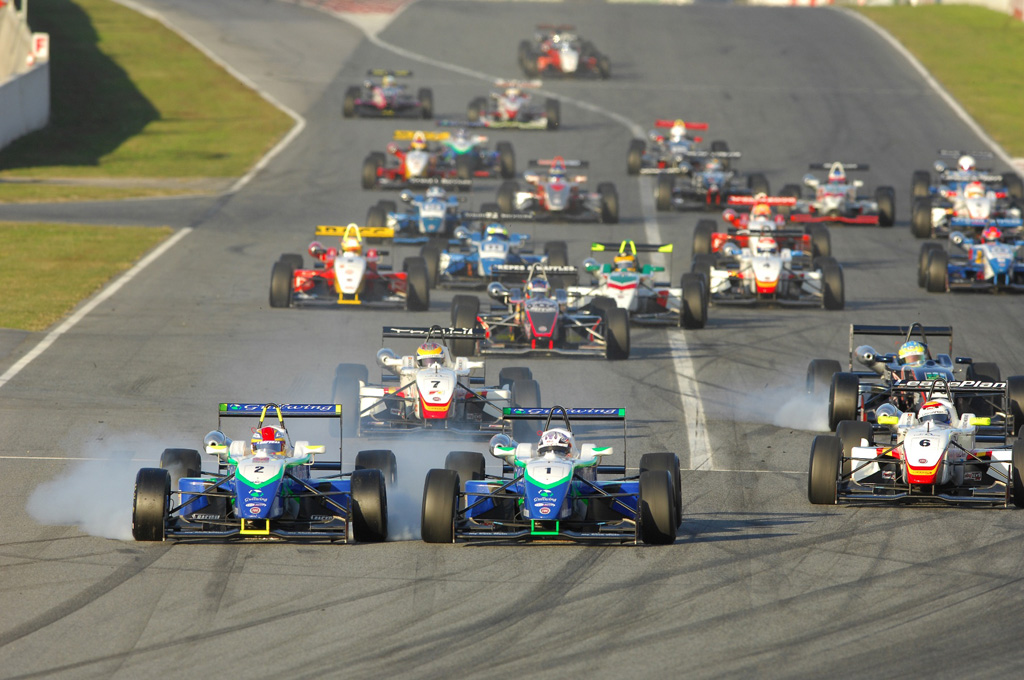
Sortida d'una cursa del campionat del 2007 al Circuit de Catalunya

Font:
A 31 de desembre de 2015
| Any  | Denominació               | Pilot                   | Equip              | Classe complementària                                                 |
| ---- | ------------------------- | ----------------------- | ------------------ | --------------------------------------------------------------------- |
| 2001 | Campionat d'Espanya de F3 | Ander Vilariño          | Racing Engineering | Juan Antonio del Pino (Rookie)                                        |
| 2002 | Campionat d'Espanya de F3 | Marcel Costa            | Racing Engineering | Andy Soucek (Rookie)                                                  |
| 2003 | Campionat d'Espanya de F3 | Ricardo Maurício        | Racing Engineering | Ricardo Risatti (Copa d'Espanya Júnior) Borja García (Trofeo Ibérico) |
| 2004 | Campionat d'Espanya de F3 | Borja García            | Racing Engineering | Javier Villa (Copa d'Espanya Júnior) Borja García (Trofeo Ibérico)    |
| 2005 | Campionat d'Espanya de F3 | Andy Soucek             | Racing Engineering | Arturo Llobell (Copa) Andy Soucek (Trofeo Ibérico)                    |
| 2006 | Campionat d'Espanya de F3 | Ricardo Risatti         | Racing Engineering | Germán Sánchez (Copa) Roldán Rodríguez (Trofeo Ibérico)               |
| 2007 | Campionat d'Espanya de F3 | Máximo Cortés           | Escuderia TEC-Auto | Christian Ebbesvik (Copa)                                             |
| 2008 | Campionat d'Espanya de F3 | Germán Sánchez          | Campos F3 Racing   | Natacha Gachnang (Copa)                                               |
| 2009 | European F3 Open          | Bruno Méndez            | Campos Racing      | Callum MacLeod (Copa)                                                 |
| 2010 | European F3 Open          | Marco Barba             | Cedars Motorsport  | Noel Jammal (Copa)                                                    |
| 2011 | European F3 Open          | Alex Fontana            | Team West-Tec      | Fabio Gamberini (Copa)                                                |
| 2012 | European F3 Open          | Niccolò Schirò          | RP Motorsport      | Kevin Giovesi (Copa)                                                  |
| 2013 | European F3 Open          | Ed Jones                | RP Motorsport      | Richard Gonda (Copa)                                                  |
| 2014 | Euroformula Open          | Sandy Stuvik            | RP Motorsport      | Costantino Peroni (Copa Campionat)                                    |
| 2014 | C. Esp. F3                | Sandy Stuvik            | RP Motorsport      | Costantino Peroni (Copa Campionat)                                    |
| 2015 | Euroformula Open          | Vitor Baptista          | RP Motorsport      | No premiada                                                           |
| 2015 | C. Esp. F3                | Konstantin Tereshchenko | Campos Racing      | No premiada                                                           |